# William Clark
William Clark (1770 – 1838) va ser un explorador, soldat, agent dels indis i governador territorial estatunidenc. Clark tenia una plantació i esclaus.
Junt amb Meriwether Lewis, Clark dirigí l'Expedició de Lewis i Clark de 1803 a 1806. Des de 1822 fins a la seva mort el 1838, va ser Superintendent dels Assumptes dels Indis.
Clark no va tenir una educació formal, va estudiar a casa seva. Va arribar a escriure "Sioux" de 27 formes diferents en els seus diaris de l'Expedició de Lewis i Clark i els seus diaris van haver de ser corregits abans de poder publicar-se. L'ortografia de l'anglès dels Estats Units encara no estava estandarditzada, però el seu vocabulari suggeria que ell havia llegit força.

## Nacions indígenes i la guerra
El 1807, el President Jefferson nomenà Clark com brigadier general de l'exèrcit del Territori de Louisiana i agent dels Estats Units per als assumptes dels indis. Clark va tenir la seu a Saint Louis, Missouri.
Va ser membre de la maçoneria.
El President James Madison nomenà Clark governador territorial de Missouri.
Clark reconegué el nacionalisme dels amerindis, la seva història, idioma, cultura i territori i va negociar tractats entre les diverses nacions ameríndies erò normalment va promoure els interessos dels ciutadans estatunidencs er sobre de les necessitats i desitjos dels amerindis.
Durant la Guerra de 1812, Clark va dirigir diverses campanyes. Quan el 1813 es va formar el Territori de Missouri, Clark en va ser nomenat governador pel President Madison. Va tornar a ser anomenat per Madison el 1816, i l'any 1820 pel President Monroe.
Clark creia en la ideologia de Jefferson segons la qual la política d'assimilació era el millor que es podia fer amb els amerindis. Tanmateix finalment la recolocació dels amerindis va ser l'objectiu principal del govern. En el curs del seu mandat, milions d'hectàrees passaren de a propietat dels indis a les mans de Clark.

## Llegat i honors
- El 2001, el President Bill Clinton pòsthumament va fer Capità de l'exèrcit dels Estats Units a Clark.[11]

- El gènere de plantes Clarkia rep el seu cognom. També existeix el peix Oncorhynchus clarki amb el seu epítet específic dedicat a ell.
- Hi ha comtats dels Estats Units que porten el seu nom en sis estatsb (Clark County)
- La ciutat de Clarkston, Washington.
- El Riu Clarks de Kentucky i també el riu Clark Fork de Montana i Idaho, i Clarks Fork Yellowstone River de Montana i Wyoming.